# Anumeta straminea
Anumeta straminea är en fjärilsart som beskrevs av Bang-haas 1906. Anumeta straminea ingår i släktet Anumeta och familjen nattflyn. Inga underarter finns listade i Catalogue of Life.